# Градище (Драмче)
Вижте пояснителната страница за други значения на Градище.
Градище (на македонска литературна норма: Градиште) е крепост, съществувала през Късната античност и Средновековието, разположена южно от царевоселското село Драмче, Северна Македония.

## Местоположение
Градище е разположена на 3 km югоизточно от Драмче и на 3 km югоизточно от Бигла, на тесен рид с много стръмни страни в завоя на Брегалница, в най-тясната част на пролома, на 70 m високо над реката. Пътят минава в подножието на рида.

## Античност
На по-високата южна част има изключително добре запазени остатъци от ранновизантийска крепост. Стената огражда правоъгълно пространство в размери 154 х 53/30 m (0,6 ha) и на нея има няколко масивни правоъгълни и петоъголни кули. На източната стена има следи от голямо обновяване. Вътрешността е изпълнена със сгради в три реда с направление север - юг, покрай две тесни улички. На върха има раннохристиянска базилика. На 40 m южно от крепостта има отбранителен ров, който пресича целия рид.
Открити са много монети от края на IV до ранния VII век, много парчета ковано желязо - клинци, окови, ножове, върхове от стрели, различни инструменти и желязна сгур, свидетелстваща за обработка на желязо. Стари железни рудници има в склоновете на 2—3 km югоизточно и южно.

## Средновековие
Крепостта е добре запазена и използвана в Средновековието с минимални поправки. Вътрешните сгради са обновени в Същинското или Късното средновековие. От епохата са открити парчета средновековна керамика, железни върхове от стрели за пробиване на брони от XII - XIII век, инструменти, меден пръстен от XII - XIII век, меден скифат от XIII век (българска имитация).